# Frédéric Emile Baron d’Erlanger

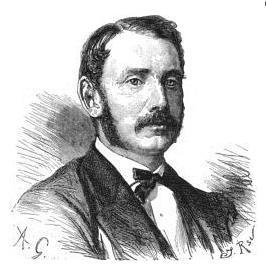
Frédéric Emile d’Erlanger (1869)

Frédéric Emile Baron d’Erlanger (* 19. Juni 1832 in Frankfurt am Main; † 22. Mai 1911 in Versailles) geboren als Friedrich Emil Erlanger, war ein deutsch-französisch-britischer Bankier und Konsul.

## Leben und Karriere
Erlanger musste schon früh als ältester Sohn des Raphael von Erlanger bei den immer umfangreicher werdenden Bank- und Wechselgeschäften mitarbeiten. Bereits mit 19 Jahren wurde er für mündig erklärt und übernahm so erfolgreich von seinem Vater das Maklergeschäft, dass er von der Griechischen Regierung Ottos I. zum griechischen Generalkonsul ernannt wurde. Er besuchte den Stockholmer Königshof und war in erfolgreiche schwedische und portugiesische staatliche Refinanzierungen eingebunden. Das portugiesische Königshaus mit Königin und Ehemann Ferdinand II. von Sachsen-Coburg und Gotha ernannte aus Dank seinen Vater Raphael und Friedrich Emil zum erblichen portugiesischen Baron.
1853 erkrankte Friedrich Emile und zog sich aus den Geschäften zurück. Zur Wiederherstellung seiner Gesundheit unternahm er Bildungsbürgerreisen nach Griechenland und Ägypten. Hier lernte er den Suez-Kanal-Planer Lesseps kennen und begeisterte sich an dessen Idee. Nach Genesung wurde er Teilhaber des väterlichen Frankfurter Bankhauses Erlanger & Söhne.
Nach der Gründung seines eigenen Bankhauses, „Emile Erlanger & Cie.“, 1859, wurde er einer der beherrschenden Bankiers des Finanzplatzes Paris in der zweiten Hälfte des 19. Jahrhunderts. Er gilt als Erfinder der Anleihen mit hohem Risiko, besonders für Entwicklungsländer. Er investierte in Eisenbahnen und Minen in Südafrika, Rhodesien, Nord- und Südamerika und Europa, in russische und tunesische Staatsanleihen, Spekulationen mit amerikanischer Südstaaten-Baumwolle (Erlanger Loan) während des Amerikanischen Bürgerkrieges, Finanzierung des Simplon-Tunnels zwischen dem Wallis und dem Aostatal, damals größter Eisenbahntunnel in Europa.
Sein Bankhaus Erlanger finanzierte 1869 zusammen mit Paul Julius Reuter (1816–1899), unter anderem Gründer der Nachrichtenagentur Reuters, den Bau eines transatlantischen, französischen Telefonkabels und es war seine Ehefrau Mathilde Baronesse d’Erlanger, die den historisch ersten Anruf tätigte.
Kurz vor Ausbruch des Deutsch-Französischen Krieges gründete Erlanger 1870 in London eine neue Bank, Erlanger & Co., behielt aber in Paris in der 35, boulevard Haussmann eine Niederlassung bei. In Großbritannien konzentrierte er sich wieder auf die Emission von Wertpapieren, darunter auch 1872 eine Anleihe des mittelamerikanischen Staats Costa Rica, welcher kurz darauf zahlungsunfähig wurde. In diesem Zusammenhang musste Erlanger 1875 als Zeuge vor einer königlich-britischen Untersuchungskommission erscheinen.

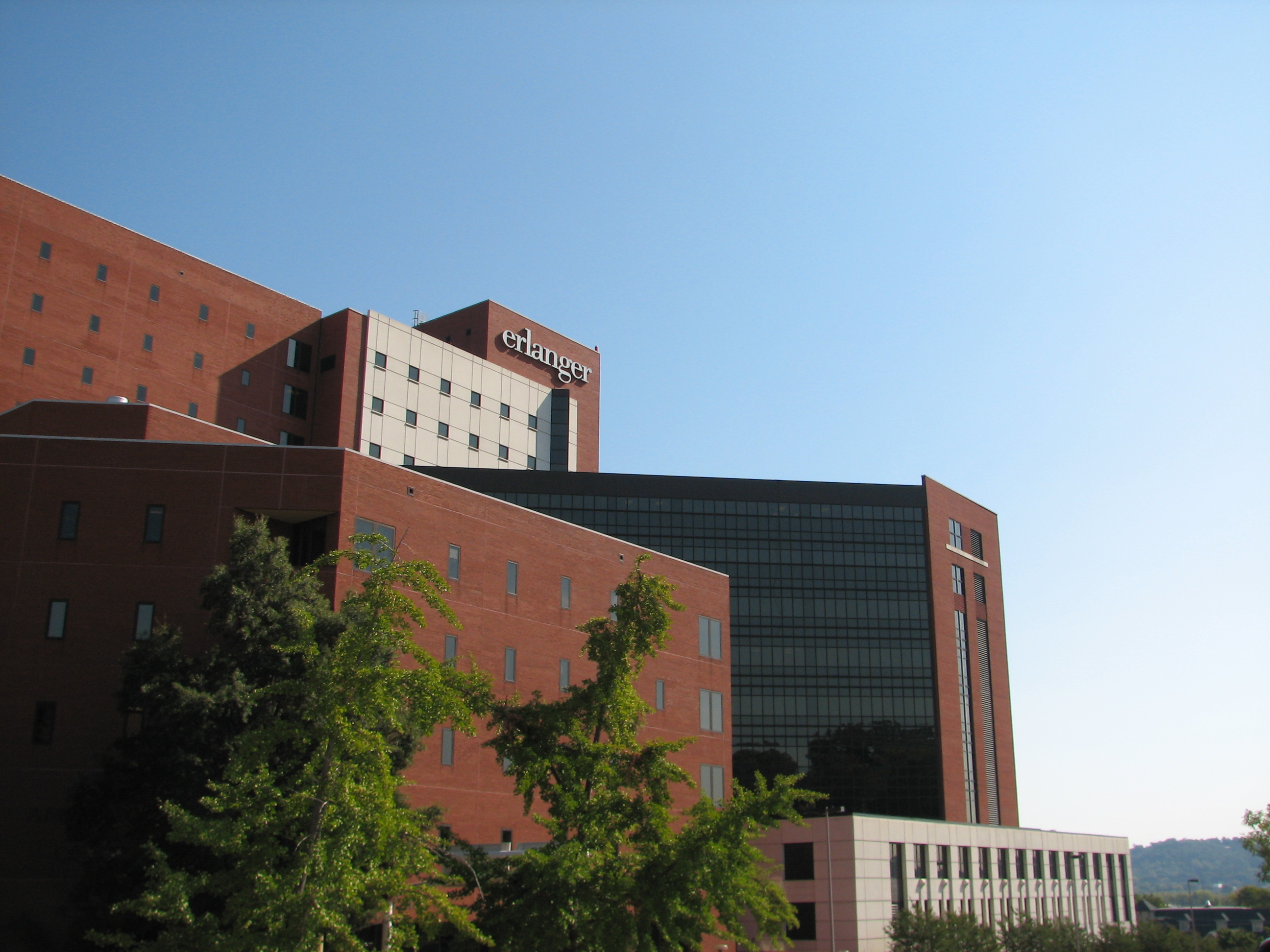
Das Erlanger Health System in Chattanooga, Tennessee

In der zweiten Hälfte der 1870er Jahre investierte Erlanger im großen Stil in nordamerikanische Eisenbahnen. Dazu errichtete er ein von ihm kontrolliertes Konsortium, welches über das britische Unternehmen „Alabama Great Southern Railway Company Limited“ zunächst die „Alabama Great Southern Railway“ und dann die „Cincinnati, New Orleans and Texas Pacific Railway“ (CNO&TP) übernahm. Schließlich kontrollierte Erlanger ein Eisenbahnnetzwerk in den Südstaaten der USA mit dem Schwerpunkt in den Bundesstaaten Alabama und Louisiana. Dieses Netz war auch als „Erlanger System“ bekannt und umfasste mehr als 1.100 Meilen. 1889 stiftete das Ehepaar d’Erlanger anlässlich einer Inspektionsreise ihrer amerikanischen Eisenbahn-Investitionen in Chattanooga (Tennessee) im US-Staat Tennessee ein Startkapital zum Bau eines Krankenhauses, das heute noch als Erlanger Medical Center an die Sponsoren erinnert. Auch die Namensnennung von Erlanger City im US-Staat Kentucky resultiert auf finanziellen Zuwendungen des Ehepaares d’Erlanger.
Als einflussreiche Mitglieder des Großbürgertums, das persönliche Beziehungen zu Regierenden zahlreicher Staaten pflegte, förderten sie als Musikliebhaber auch Richard Wagner und seine Musik, so unter anderem die erste Aufführung von Tannhäuser an der Pariser Oper nach dem Deutsch-Französischen Krieg. Auch spendete d’Erlanger diverse Kunstwerke, so die allegorischen Tapisserien mit der Darstellung Herzog Albas als dem 17. Jahrhundert für den Hampton Court Palace der britischen Krone. Ebenso finanzierte das Ehepaar d’Erlanger die Rettung der Wandbilder aus der „Quinta del Sordo“. Dieses Haus, das sie kauften, war zeitweise Wohnsitz von Goya gewesen. Seine „Pinturas negras“ von 1873 ließen sie aufwändig vor der Zerstörung retten. Sie ließen diese „Schwarzen Bilder“, die direkt auf den Verputz gemalt waren, behutsam ablösen und auf Leinwand übertragen. Nach deren erfolgloser Ausstellung auf der Pariser Weltausstellung von 1878 vermachte er diese Werke 1880 dem Prado in Madrid, wo sie noch heute im sogenannten Neuen Prado zu sehen sind.
In Italien mietete das Ehepaar d’Erlanger zeitweise die von Andrea Palladio 1559/60 erbaute Villa Foscari nahe dem Städtchen Malcontenta am Brenta-Fluss und ließ Restaurierungsarbeiten durchführen. Am 22. Mai 1911 starb Frédéric Emile Baron d’Erlanger in Versailles. Die Leitung der erfolgreichen Bank hatte bereits sein zweitältester Sohn Emile Beaumont Baron d’Erlanger übernommen.

## Familie

### Erste Ehe
Am 30. Juni 1858 heiratete Friedrich Emil Erlanger die acht Jahre jüngeren Französin Odette Louise Florence Lafitte (* 20. Juni 1840 Paris; † 1931) und fand damit Zugang zu der Pariser Gesellschaft. Ihr Großonkel Jacques Laffitte war Bankier, Gouverneur der Bank von Frankreich, Finanzminister und zeitweise Ministerpräsident von Frankreich gewesen. 1859 gründete Erlanger in Paris seine eigene Bank, „Emile Erlanger & Cie.“, welche eng mit dem Bankhaus seines Vaters in Frankfurt am Main zusammenarbeitete. Er änderte seinen Namen und nannte sich fortan Frédéric Emile Baron d’Erlanger. Seine Ehe allerdings scheiterte. Sie blieb kinderlos und wurde am 5. Dezember 1862 aufgelöst.
1860 wurde sein Vater Raphael zunächst vom Herzog von Sachsen-Meiningen, später sogar vom österreichischen Kaiser in den erblichen Freiherrenstand erhoben und mit dem Großkreuz des Franz-Josefs-Ordens ausgezeichnet.

### Zweite Ehe
Am 3. Oktober 1864 heiratete Frédéric Emile Baron d’Erlanger die Amerikanerin Marguérite Mathilde Slidell (* 19. November 1842 New Orleans; † 18. Februar 1927 Paris). Sie war eine Tochter des einflussreichen amerikanischen Anwaltes, Unternehmers und Politikers John Slidell (* 1793 New York; † 1871 Cowes, Isle of Man), der zum Hochzeitstermin Botschafter der abgefallenen Südstaaten von Amerika am Hofe Kaiser Napoleons III. war, und der auch aus einflussreicher Südstaatlerfamilie stammenden Maria Mathilde Deslonde (* 1795 New Orleans; † 1870 Brighton England), deren Vorfahren im 17. Jahrhundert aus Brest, Frankreich in den auch Französisch sprechenden Südteil der USA übersiedelte.
Seine zweite Ehefrau lernte Frédéric Emile Baron d’Erlanger bereits früherer anlässlich einer Amerikareise in New Orleans kennen. Sie wuchs als überzeugte Südstaatenunionistin der späteren Konföderierten Staaten von Amerika auf einer florierenden Plantage 90 Meilen nördlich von New Orleans in Louisiana auf. Das war die Plantage Belle Pointe in Laplace in Louisiana. Später zog sie mit ihren Eltern, ihrem Bruder Alfred und Schwester Marie Rosine nach Paris, wo ihre Schwester und sie durch ihre außergewöhnliche Schönheit große Aufmerksamkeit schon bei ihrer Ankunft hervorriefen. Ihre Schwester Marie Rosine heiratete den Comte de Saint-Roman auf Villejuif, sie selbst heiratete den erfolgreichen Frankfurter Bankiersohn Frédéric Emile Baron d’Erlanger. 
Im vornehmen 16. Arrondissement von Paris wurde eine noch heute existierende Villa gebaut, deren eine Anliegerstraße später ihm zu Ehren „rue Erlanger“, die andere „avenue Erlanger“ genannt wurde. Kurz vor Ausbruch des Deutsch-Französischen Krieges verlegte er 1870 seinen geschäftlichen und privaten Lebensmittelpunkt nach Großbritannien. Dort bezog er in London eine Villa, 139 Piccadilly, welche früher Lord Byron gehört hatte. Bald schon nahm der noch in Deutschland geborene Frédéric Emile Baron d’Erlanger, wie alle seine Familienmitglieder, die britische Staatsbürgerschaft an. Auch erhielt er die Berechtigung, seinen ausländischen Adelstitel, gegen starken Widerstand, weiter führen zu dürfen.
Das Ehepaar hatte vier Kinder:
- Raphael Baron d’Erlanger (1865–1897): Zoologe und Professor in Heidelberg;
- Emile Beaumont Baron d’Erlanger (1866–1939): Bankier, Musiker, Musikliebhaber und Förderer der Künste;
- Frédéric Alfred Baron d’Erlanger (genannt Freddy, 1868–1943): Bankier, aber auch ein bekannter Komponist;
- Francois Rodolphe Baron d’Erlanger (1872–1932): Musikwissenschaftler, Orientalist und Maler. Der Palast „Ennejma Ezzahra“ in Sidi Bou Saïd, Tunesien erinnert noch heute als Museum an ihn.
  - Sein Sohn Leo Frédéric Alfred Baron d’Erlanger (1898–1978) führte die Bankgeschäfte fort.